# Ulaanbaatar
Ulaanbaatar (mongol: Улаанбаатар), o Ulan Bator, és la capital de Mongòlia. Està situada al nord del país, lleugerament a l'est del centre de Mongòlia, prop del riu Tuul, en una vall al peu del mont Bogdo Uul que ha estat declarat Patrimoni de la Humanitat.

## Noms i etimologia
La ciutat en el seu establiment l'any 1639 s'anomenava Örgöö (mongol: ᠥᠷᠭᠦᠭᠡ; Өргөө). Aquest nom es va adaptar finalment com a Urga a Occident. El 1651, es va començar a denominar Nomiĭn Khüree (mongol: ᠨᠣᠮ ᠤᠨ ᠬᠦᠷᠢᠶᠡᠨ; Номын хүрээ), i l'any 1706 s'anomenava Ikh Khüree (mongol: ᠶᠡᠬᠡ ᠬᠦᠷᠢᠶᠡᠨ; Их хүрээ). L'equivalent xinès, Dà Kùlún (xinès: 大庫倫, mongol: Да Хүрээ), es va convertir a les llengües occidentals com a Kulun' ' o Kuren.
Altres noms són Bogdiin Khuree (mongol: ᠪᠣᠭᠳᠠ ᠶᠢᠨ ᠬᠦᠷᠢᠶᠡᠨ; Богдын хүрээ), o simplement Khüree (mongol: ᠬᠦᠷᠢᠶᠡᠨ; Хүрээ), en si mateix un terme que originalment es refereix a un recinte o assentament.
Després de la independència el 1911, amb el govern laic i el palau de Bogd Khan presents, el nom de la ciutat es va canviar a Niĭslel Khüree (mongol: ᠨᠡᠶᠢᠰᠯᠡᠯ ᠬᠦᠷᠢᠶᠡᠨ; Нийслэл Хүрээ
Quan la ciutat es va convertir en la capital de la nova República Popular de Mongòlia l'any 1924, el seu nom es va canviar a Ulaanbaatar (lit. ‘Heroi roig’ ).
Al món occidental, Ulan Bator va continuar sent generalment conegut com Urga o Khuree fins a 1924, i després com Ulan Bator (una grafia derivada del rus Улан-Батор). Aquesta forma es va definir dues dècades abans que el nom mongol tingués la seva ortografia i transliteració ciríl·lica actuals (1941–1950); tanmateix, el nom de la ciutat es va escriure Ulan Bator koto durant la dècada en què Mongòlia va utilitzar l'alfabet llatí.

## Geografia

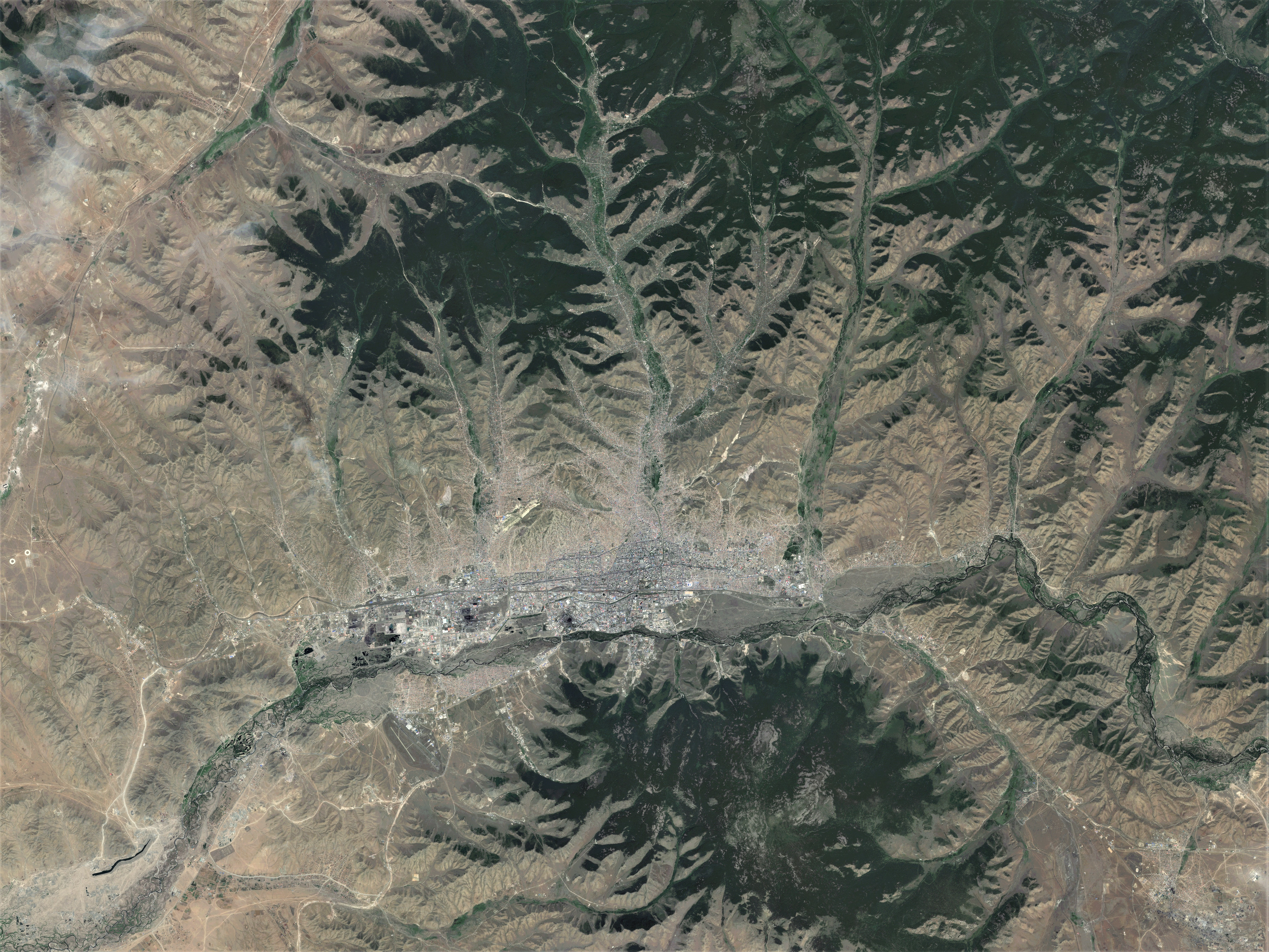
Imatge de satèl·lit d'Ulan Bator, que mostra el nucli de la ciutat al llarg de la vall del riu Tuul amb la muntanya Bogd Khan dominant el sud. Els districtes de la ciutat s'estenen a les zones muntanyoses del nord.

Ulan Bator es troba a uns 1350 m per sobre del nivell mitjà del mar, lleugerament a l'est del centre de Mongòlia, al riu Tuul, un afluent del Selengà, en una vall al peu de la muntanya Bogd Khan Uul. Bogd Khan Uul és una muntanya àmplia i boscosa que s'eleva 2250 m al sud d'Ulan Bator. Forma el límit entre la zona estepària al sud i la zona de bosc-estepa al nord. Tradicionalment, es diu que Ulan Bator està envoltat de quatre cims, en sentit horari des de l'oest: Songino Khairkhan, Chingeltei, Bayanzurkh i finalment Bogd Khan Uul.
Els boscos de les muntanyes que envolten Ulan Bator estan formats per pins perennes, làrixs caducifolis i bedolls, mentre que el bosc fluvial del riu Tuul està format per Pollancres caducifolis de fulla ampla, oms i salzes. Ulan Bator es troba aproximadament a la mateixa latitud que Viena, Múnic, Orleans i Seattle. Es troba aproximadament a la mateixa longitud que Chongqing, Hanoi i Jakarta.

### Districtes

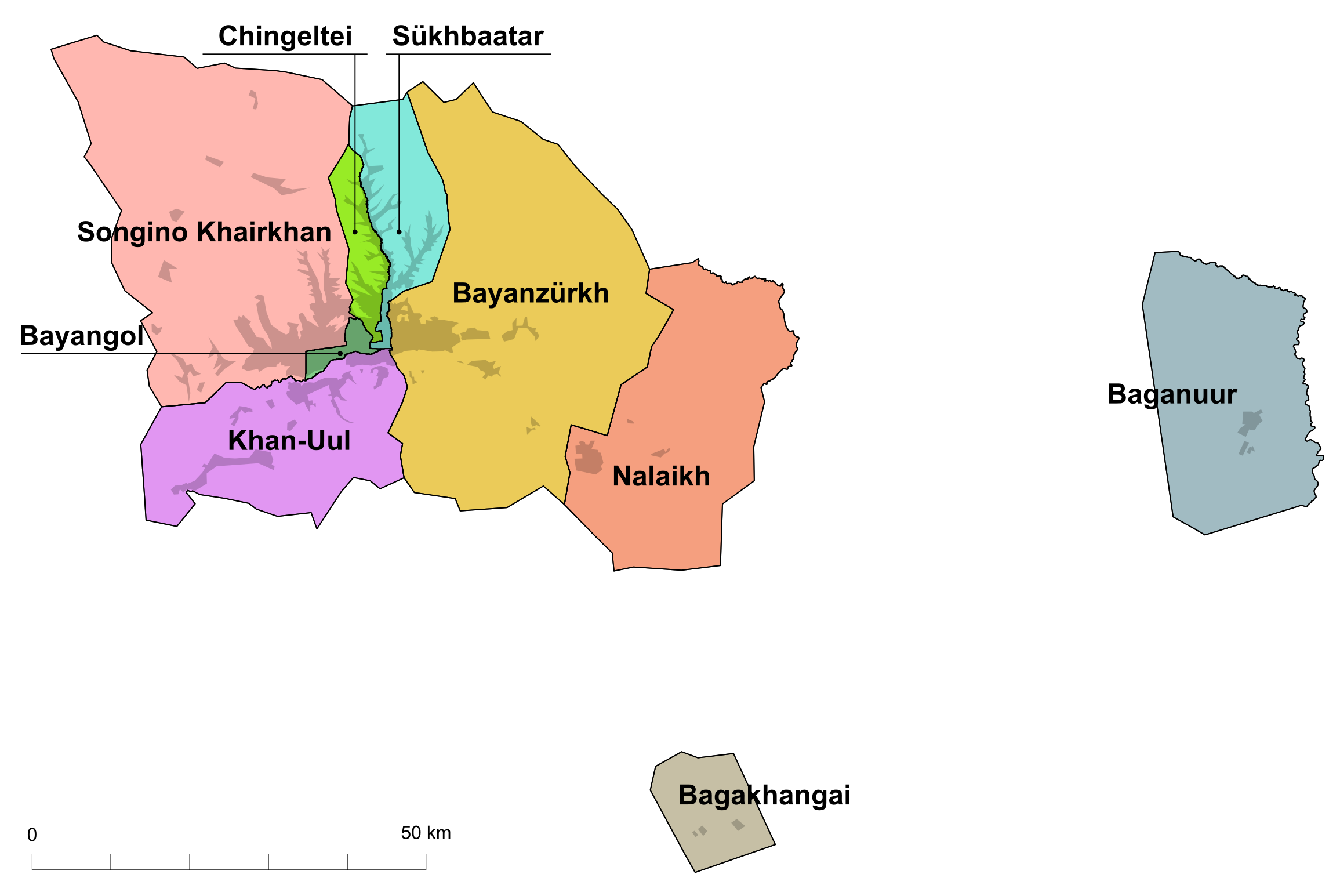
Mapa dels districtes d'Ulan Bator

La ciutat està dividida en nou districtes (mongol: дүүрэг ): Baganuur, Bagakhangai, Bayangol, Bayanzürkh, Chingeltei, Khan-Uul, Nalaikh, Songino Khairkhan i Sükhbaatar. Cada districte es subdivideix en khoroos, dels quals n'hi ha 173. Cada districte serveix també com a circumscripció electoral que elegeix un o més representants al Gran Jural de l'Estat, el parlament nacional.
Encara que administrativament formen part d'Ulaanbaatar, Nalaikh i Baganuur són ciutats separades. Bagakhangai i Baganuur són enclavaments no contigus, el primer situat a la província de Töv, el segon a la frontera entre les províncies de Töv i Khentii.

### Clima
A causa de la seva gran altitud, la seva latitud relativament alta, la seva ubicació a centenars de quilòmetres de qualsevol costa i els efectes de l'anticicló siberià, Ulan Bator és la capital nacional més freda del món, amb un semi fred d'influència monsònica. clima àrid (Köppen BSk, USDA Plant Hardiness Zone 3b.) A part de les precipitacions i des del punt de vista tèrmic, la ciutat es troba al límit entre continental humit (Dwb) i subàrtic (Dwc). Això es deu als 10 °C de temperatura mitjana del mes de maig.
La ciutat presenta estius breus i càlids i hiverns llargs, molt freds i secs. Les temperatures més fredes de gener, normalment just abans de la sortida del sol, estan entre -36 i -40 °C sense vent, a causa de la Inversió tèrmica. La major part de la precipitació anual de 267 mm cau de maig a setembre. La precipitació anual més alta registrada a la ciutat va ser de 659 mm a l'Observatori Astronòmic de Khureltogoot al mont Bogd Khan Uul. Ulaanbaatar té una temperatura mitjana anual de 0,2 °C, fent-la la capital més freda del món (gairebé tan freda com Nuuk, Groenlàndia, però Groenlàndia no és independent). Nuuk té un clima de tundra amb temperatures fredes constants durant tot l'any. La mitjana anual d'Ulan Bator es veu reduïda per les seves fredes temperatures d'hivern, tot i que és molt càlida des de finals d'abril fins a principis d'octubre.
La ciutat es troba a la zona de permagel discontinu, la qual cosa fa que la construcció sigui difícil en llocs protegits que impedeix el desglaç a l'estiu, però més fàcil en els més exposats on els sòls es descongelen completament. Els residents suburbans viuen en iurtes tradicionals que no sobresurten al sòl. Les temperatures extremes a la ciutat oscil·len entre -43,9 °C el gener de 1957 a 39,0 °C el juliol de 1988.

### Paisatge urbà

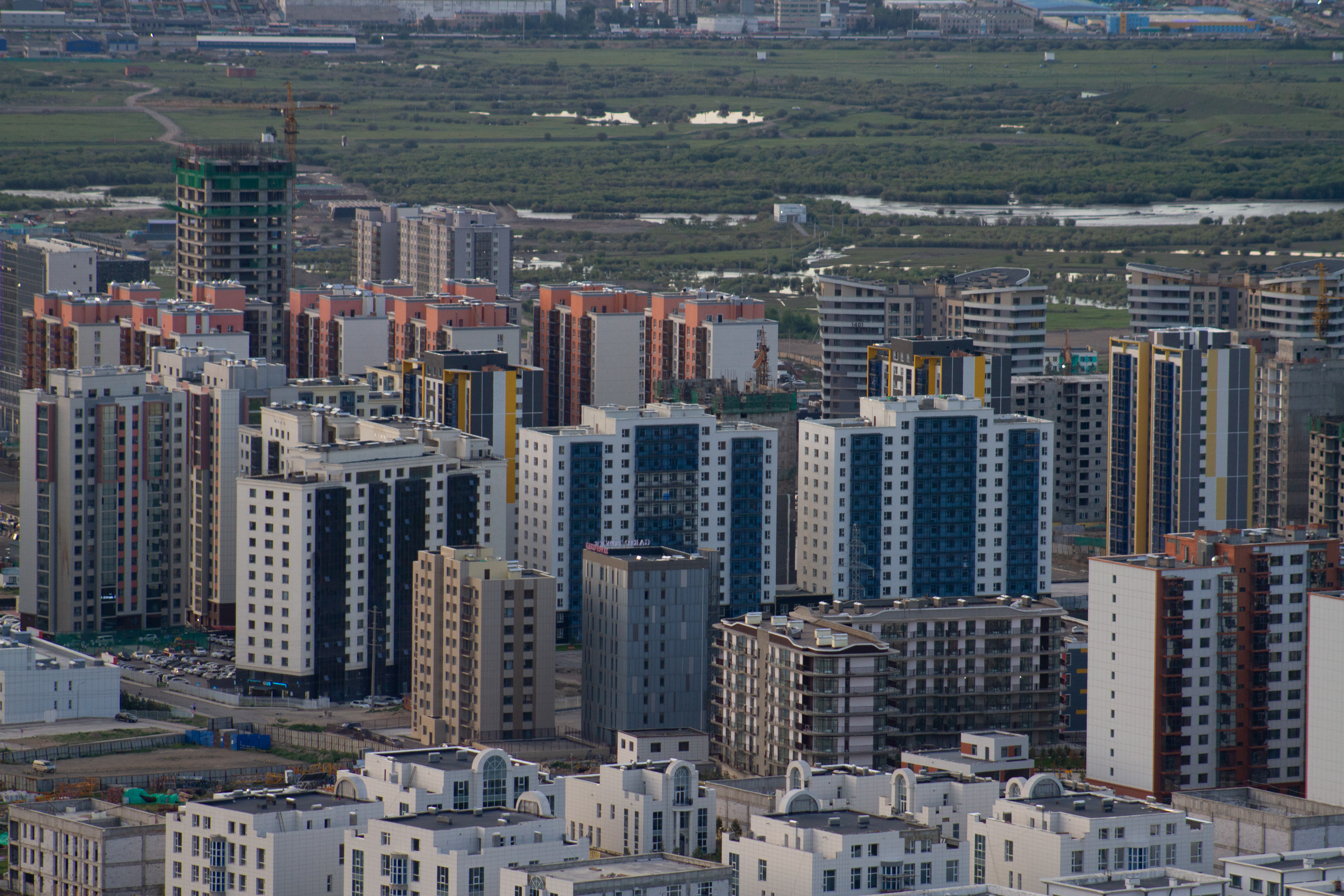
Noves construccions de gran alçada a la zona de Yaarmag

El nucli interior de la ciutat consta d'un districte central construït amb l'arquitectura soviètica d'estil dels anys 40 i 50, envoltat i barrejat amb torres residencials de formigó i grans barris. A partir de la caiguda del comunisme, moltes de les plantes baixes de les torres es van modificar i actualitzar com a petites botigues, i s'han aixecat molts edificis nous, uns quants de manera il·legal, ja que algunes empreses privades aixequen edificis sense llicències/permisos legals. Des de la dècada de 2010, s'ha produït un auge de la construcció, que ha donat lloc a molts blocs d'apartaments i oficines de gran alçada al nucli interior, així com a noves zones d'assentament. La plaça Sükhbaatar, al districte governamental, és el centre d'Ulan Bator i conté al mig una estàtua de l’heroi revolucionari Damdin Sükhbaatar a cavall; i al costat nord una estàtua de Chinggis Khan. Al nord hi ha el Palau del Govern, mentre que l'Avinguda de la Pau (Enkh Taivny Urgon Chuloo), la via principal de la ciutat, passa pel costat sud de la plaça.
Els principals punts de referència són el monestir de Gandantegchinlen, el complex de monuments socialista al Memorial de Zaisan amb les seves vistes sobre la ciutat, el Palau d'Hivern de Bogd Khan i el temple Choijin Lama. L'edifici més alt de Mongòlia és el complex de l'hotel Shangri-La amb 91,5 m.
Els districtes comercials importants són el 3r Microdistrict Boulevard (simplement anomenat Khoroolol o el Districte), l'avinguda de la Pau al voltant dels Grans Magatzems de l'Estat (simplement anomenat Ikh Delguur o Gran Botiga) i la zona del Mercat Negre de Narantuul (simplement anomenada Zakh o ' el mercat).
Ulan Bator compta actualment amb diversos cinemes, una moderna estació d'esquí, dos grans estadis coberts, uns quants grans magatzems i un gran parc d'atraccions. Els llocs de menjar, entreteniment i recreació augmenten constantment en varietat. Cadenes alimentàries internacionals com KFC, Burger King, Pizza Hut, Round Table Pizza, Cinnabon, i cadenes hoteleres com Ramada, Kempinski i Shangri-La han obert oficines a la ciutat.

### Parcs

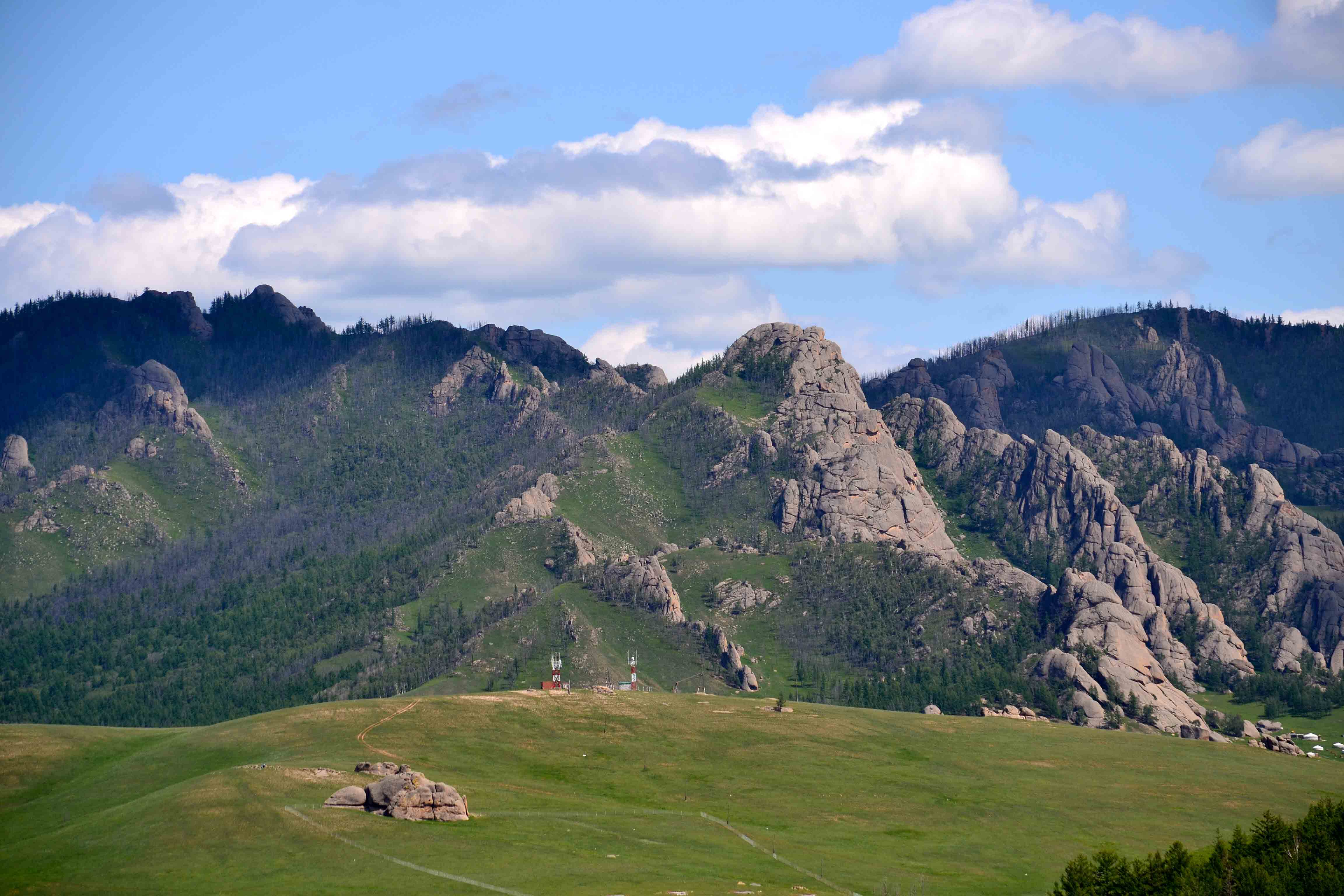
El parc nacional de Gorkhi-Terelj és un lloc d'acampada i pícnic popular durant tot l'any.

Una sèrie de parcs nacionals i àrees protegides pertanyen oficialment a la ciutat. El parc nacional de Gorkhi-Terelj, una reserva natural amb moltes instal·lacions turístiques, és a uns 70 km d'Ulan Bator. L’estàtua eqüestre de Genghis Khan de 40 m d'alçada és a 54 km a l'est de la ciutat. També és a prop del Parc Nacional Hustai, on hi ha cavalls salvatges Takhi reintroduïts, a 90 km a l'oest de la ciutat.
Bogd Khan Uul, que domina el sud, és una àrea estrictament protegida amb una longitud de 31 km i una amplada de 3 km, que cobreix una superfície de 67.300 ha. La conservació de la natura es remunta als segles XII i XIII quan el Wang Khan de l'antic Kerait Aimag mongol, que va prohibir la tala i les activitats de caça, va reclamar el Bogd Khan com a muntanya sagrada. Les ruïnes del monestir de Manjusri es troben al flanc sud de Bogd Khan Uul i són una destinació popular per fer excursions.
El Parc Nacional d'Atraccions és un parc d'atraccions situat al centre de la ciutat, al sud de l'hotel Shangri-La. També és un lloc popular entre els joves per passar l'estona. Aquest petit parc d'atraccions ofereix atraccions, jocs i vaixells de rem. El seu castell original del llac artificial es va construir el 1969.
El Parc del Jardí Nacional (mongol: Үндэсний Цэцэрлэгт Хүрээлэн ), als afores sud-est de la ciutat, va obrir les portes l'any 2009 i s'ha convertit en una destinació popular d'estiu per als residents. Té una superfície total de 55 hectàrees, amb més de 100.000 arbres plantats. El parc està orientat a fer-se un centre educatiu per a una vida saludable, responsable i d'educació ambiental.

## Història
El poblament al lloc d'Ulan Bator data del Paleolític inferior, amb una sèrie de jaciments a les muntanyes de Bogd Khan Uul, Buyant-Ukhaa i Songinokhairkhan, que revelen eines que daten de fa 300.000 anys a fa 40.000-12.000 anys. Aquests pobles del Paleolític superior caçaven mamuts i rinoceronts llanuts, els ossos dels quals es troben abundantment al voltant d'Ulan Bator.
Ulan Bator va ser fundada el 1649 com un poble-monestir anomenat Örgöö (conegut com a Urga o Urgà en el món occidental), el qual va prosperar durant els anys 1860 principalment a causa del fet que estava situada com a centre comercial entre Rússia i la Xina. Mongòlia va proclamar la seva independència l'any 1911 i, quan la ciutat va ser nomenada capital del país el 1924, el seu nom va canviar a Ulaanbaatar, que significa 'heroi vermell' en la llengua mongola, en honor de l'heroi nacional mongol Sukhbaatar, que va alliberar Mongòlia de les tropes d'Ungern von Sternberg i del domini xinès, lluitant en l'Exèrcit Roig soviètic. La seva estàtua adorna la plaça principal d'Ulan Bator.

## Divisió administrativa
La ciutat està dividida en nou districtes (düüregs): Baganuur, Bagakhangai, Bayangol, Bayanzürkh, Chingeltei, Khan Uul, Nalaikh, Songino Khairkhan i Sukhbaatar. Cada districte està subdividit en entitats més petites, anomenades khoroos, de les quals n'hi ha 173.

## Transport
Ulan Bator té un aeroport internacional, l'aeroport internacional de Chinggis Khaan (prèviament anomenat Aeroport Internacional Buyant Ukha), i està comunicada amb les principals ciutats de Mongòlia per autopista i per tren amb el Transmongolià, que permet connectar amb les estacions del Transsiberià i del sistema de ferrocarrils xinès. Ulan Bator té l'única universitat del país. Una biblioteca històrica conté una bona quantitat de manuscrits mongols, xinesos i tibetans.
Hi ha plans per a la millora del transport que preveuen la construcció d'un sistema de metro, així com una xarxa d'autovies per unir la ciutat amb les regions d'Altanbulag i Zamyn-Üüd.

## Economia
Com a centre industrial i comercial de Mongòlia, Ulan Bator produeix una varietat de productes i és la responsable de vora dos terços del PIB de Mongòlia.

## Llocs d'interès
- Museu d'Història Natural
- Museu Nacional d'Història de Mongòlia
- Mausoleu de Sühbaatar
- Monestir Choijin Lama
- Monestir de Gandantegchinlen Khiid amb l'estàtua de Migjid Janraisig, de 25 metres d'alçada
- Palau d'hivern de Bogd Khan
- Teatre Nacional Acadèmic d'Òpera i Ballet de Mongòlia
- Plaça Sujbaatarin
- Memorial Zaisan
- Estadi Nacional d'Esports
- Parc Nacional Gorji-Terelzh (a 70 km d'Ulan Bator)
- Catedral de Sant Pere i Sant Pau

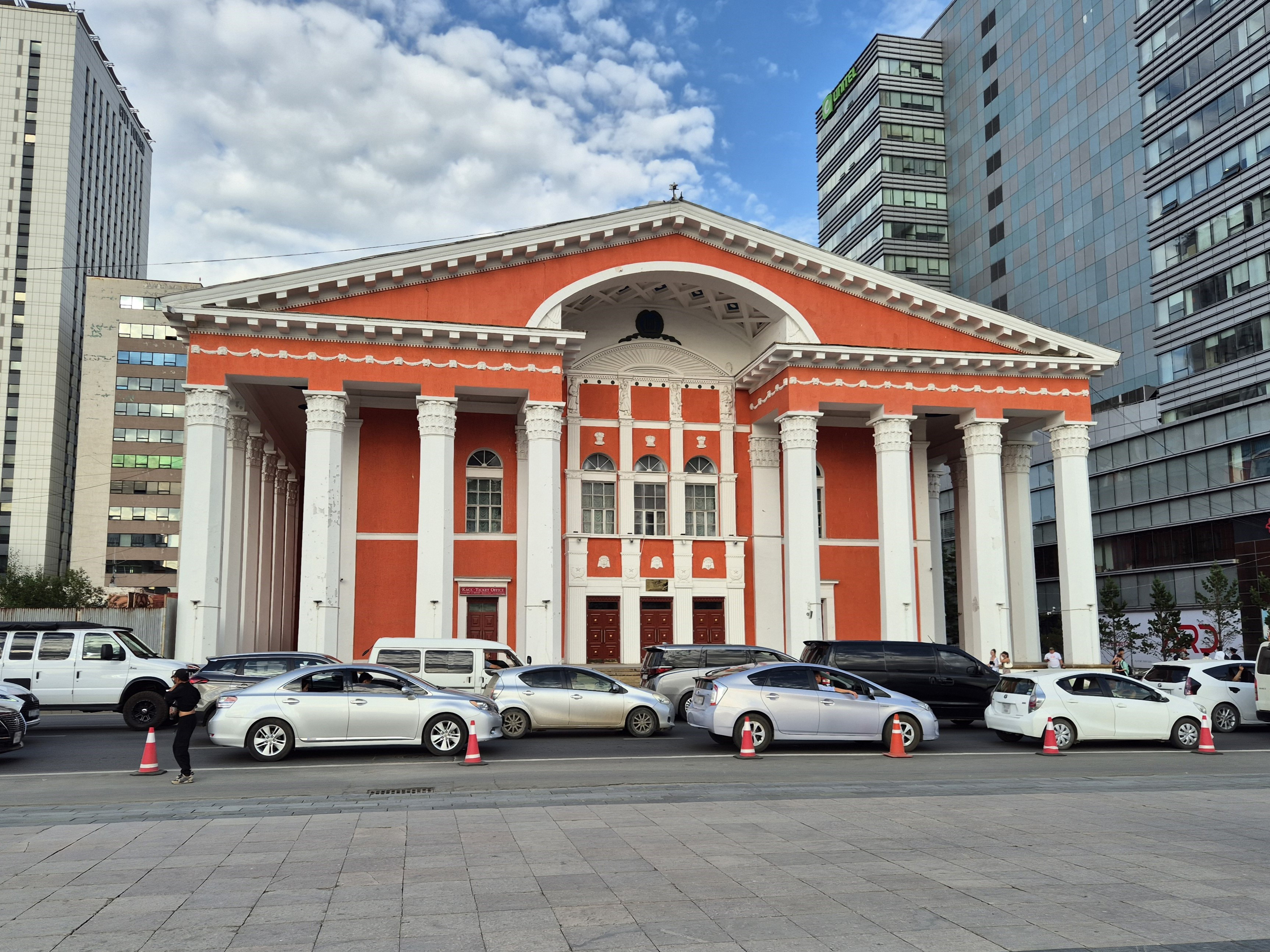
El teatre d'òpera estatal
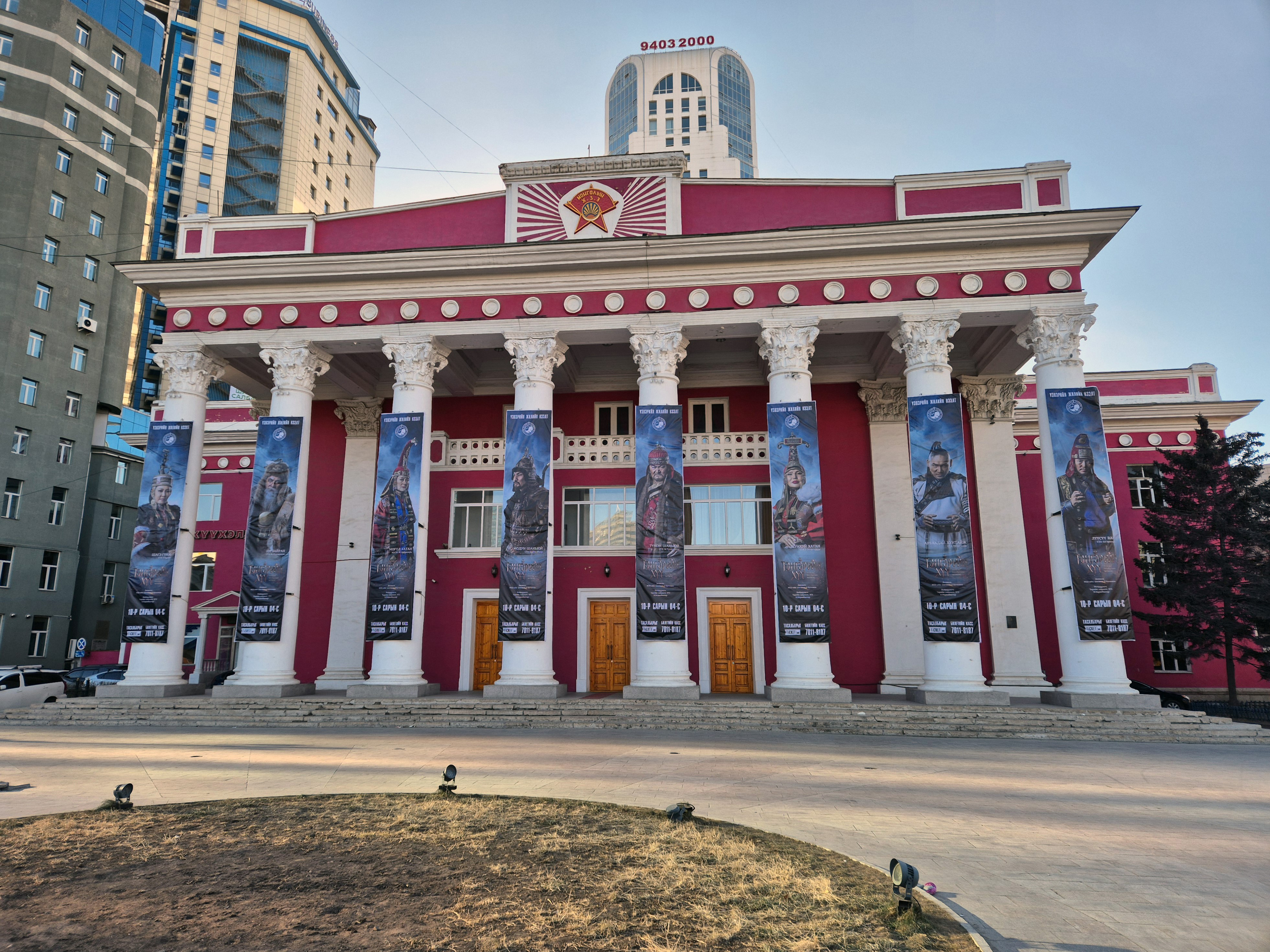
Teatre de l'acadèmia dramàtica
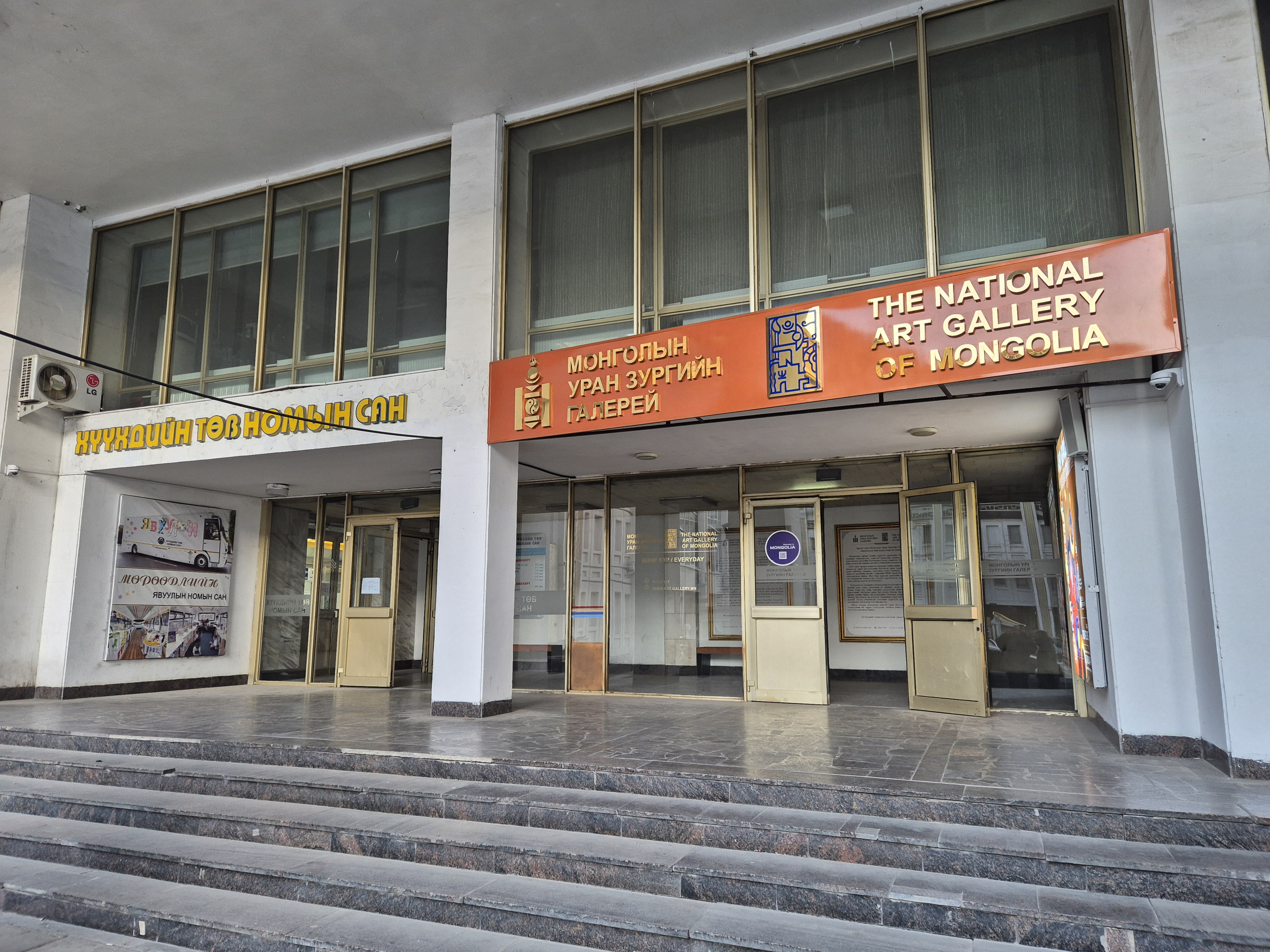
Galeria Nacional
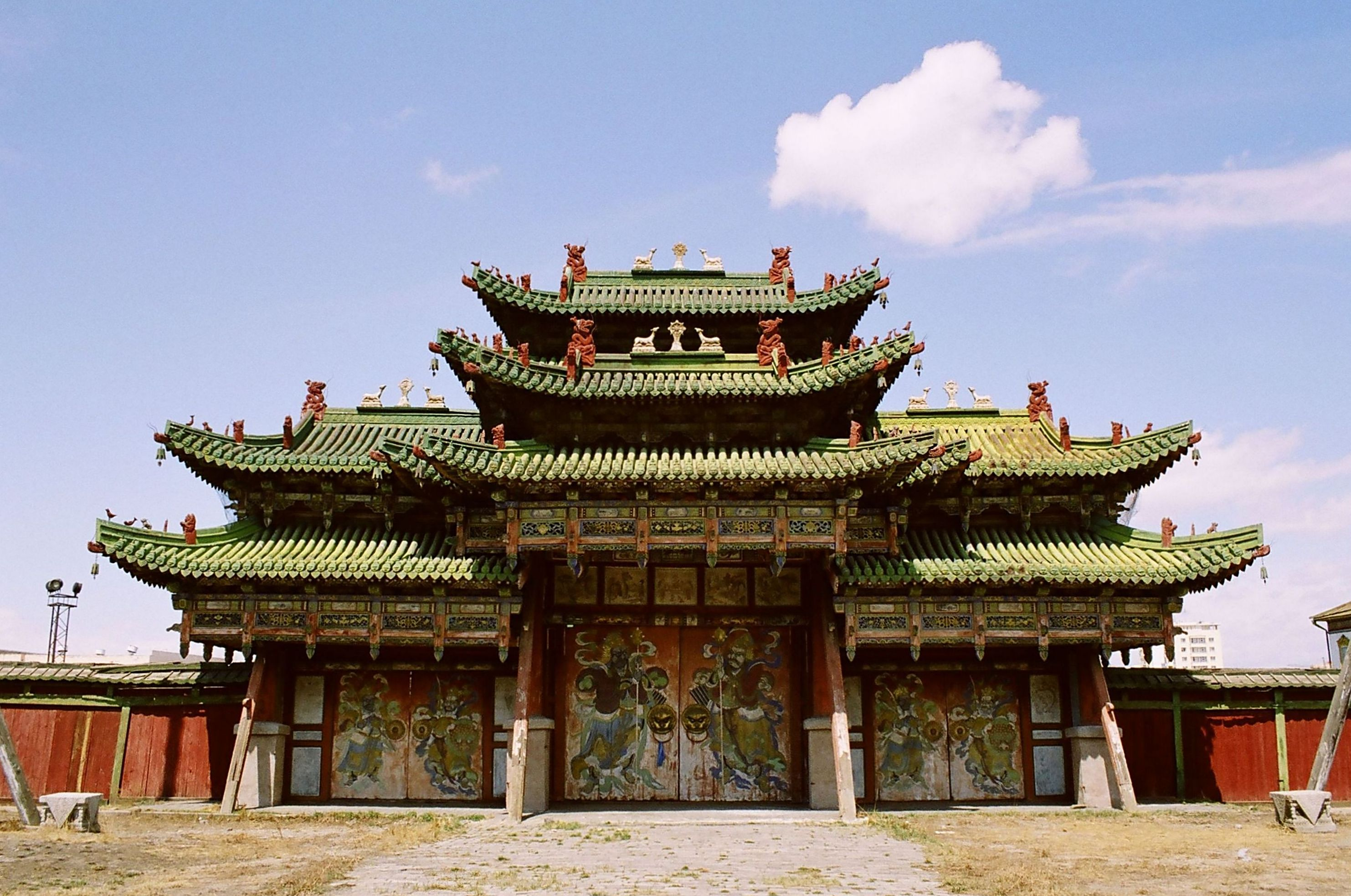
Palau d'hivern de Bogd Khan

## Símbols

### Escut i bandera
L'Escut de la ciutat d'Ulan Bator conté una Garuda, símbol oficial de la ciutat i Déu mític budista. Garuda sosté a la seua mà dreta una clau, símbol de prosperitat i obertura, i a la mà esquerra sosté una flor de lotus, símbol de pau, igualtat i puresa. A les seues urpes té una serp, un símbol de maldat el qual que dona a entendre que aquesta no és tolerada. Damunt de Garuda es troba el símbol del soiombo, símbol nacional de Mongòlia. La bandera de la ciutat és de color blau cel amb l'escut al mig.

## Ciutats agermanades
Les ciutats agermanades amb Ulan Bator són:
| - Ankara, Turquia - Denver, Estats Units - Hohhot, República de la Xina - Irkutsk, Rússia - Moscou, Rússia - Oakland, Estats Units | - Sapporo, Japó - Seül, Corea del Sud - Taipei, Taiwan - San Petersburg, Rússia - Ulan-Udè, Rússia |

## Personatges il·lustres de la ciutat
- James Uspensky (1883–1947), matemàtic rus
- Sükhbaataryn Yanjmaa (1894–1962), política
- Rostislav Vargaixkin (1933), ciclista soviètic, d'origen rus
- Nyam-Osoryn Tuyaa (1958), política
- Sanjaasürengiin Oyuun (1964), política i geòlega
- Khajidsuren Bolormaa (1965), enginyera mineralogista
- Batmönkhiin Sarantuyaa (1970), cantant de mezzosoprano
- Byambasuren Davaa (1971), cineasta
- Baatarsuren Shuudertsetseg (1971), periodista, escriptora, cineasta i activista
- Sambuugiin Serchmaa (1982), cantant
- Gankhuyagiin Oyuungerel (1985), model de moda
- Otgontsetseg Galbadraj (1992), esportista del Kazakhstan d'origen mongol que competeix en judo
- Enkhjin Tseveendash (1993), model